# Jean Navarre
Jean Marie Dominique Navarre (Jouy-sur-Morin, 8 agosto 1895 – Vélizy-Villacoublay, 10 luglio 1919) è stato un militare e aviatore francese, asso dell'aviazione nel corso della prima guerra mondiale e della seconda guerra mondiale con 12 vittorie accertate  e 15 non confermate..

## Biografia

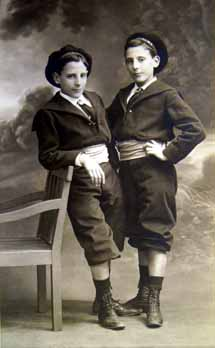
I fratelli gemelli Navarre nel 1905.

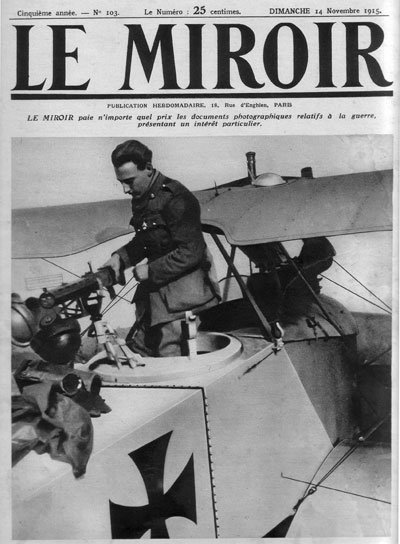
Jean Navarre ispeziona un aereo catturato (Le Miroir del 14 novembre 1915).

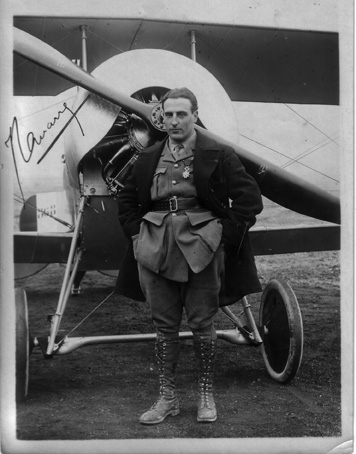
Jean Navarre all'inizio del 1916 (Fotografia dall'archivio famigliare di André Navarre).

Nacque, insieme a suo fratello gemello Pierre, l'8 agosto 1895 a Jouy-sur-Morin, figlio di André e di Jeanne de Coëscon. La sua famiglia apparteneva all'alta borghesia perché suo padre, un ingegnere, aveva realizzato una fortuna nel settore della cancelleria, commercializzando la carta Héraclès. Da giovani lui e il gemello Pierre si rivelarono molto turbolenti e passavano il tempo a farsi espellere da tutte le scuole. Frequentò con il fratello Pierre il collegio di Grenoble dal 1905 al 1908, da cui più volte fuggì e fu ripreso, poi il collegio dei Domenicani di Arcachon, da cui nuovamente scappò, e poi quello di Dax dove pur senza scappare si rendeva irreperibile nascondendosi nel giardino, nel granaio o sul tetto. Suo padre decise infine di affidarlo ad un precettore e nel 1910, 1911 e 1913 fu l'Abate Barges ad occuparsi della sua istruzione. Grazie al tutore privato riuscì a conseguire la prima parte del baccalauréat all'età di 15 anni. Nel 1910, superato il primo esame di baccalauréat, fu mandato in Inghilterra insieme al fratello dove il suo comportamento fu tale da costringere il padre a farlo tornare in Francia, imbarcandolo su un veliero giapponese che lo avrebbe portato da Londra a Marsiglia. Tornò quindi con l'Abate Barges fino a concludere gli studi classici., e quindi frequentò per un breve intervallo una scuola di meccanica nell'ottobre del 1913 per accedere alla scuola superiore di aeronautica. Fu uno studente eccellente e ottenne ottimi risultati, sino a quando non decise di aver imparato tutto ciò che gli interessava e non sparì di nuovo per effettuare uno stage di quindici giorni presso il College per atleti di Reims. All'età di 18 anni si innamorò del mondo dell'aviazione e tutte le domeniche, insieme la fratello Pierre, andava a Buc o Juvisy per vedere volare gli aeroplani. Tale passione gli permise di seguire brevi corsi di meccanica per imparare come funzionavano i motori.  Costrinse il padre a iscriverlo alla scuola di pilotaggio Caudron di Crotoy, e li lo sorprese lo scoppio della prima guerra mondiale, quando aveva appena iniziato le lezioni. Ottenne il brevetto di pilota il 2 agosto 1914.
Accorse subito a Versailles per arruolarsi nell'aviazione, ma venne rifiutato perché il generale Bernard, direttore dell'Aéronautique Militaire, aveva bloccato ogni reclutamento pensando che la guerra sarebbe stata breve. Fu solo grazie all'appoggio del senatore del collegio di Landes, amico di famiglia, che poté iscriversi alla scuola di volo di Tours non appena l'esercito la riaprì, il 2 settembre. Ottenne il brevetto di pilota militare il 30 settembre 1914 e poco dopo si ritrovò assegnato alla Escadrille MF 8 schierata nel settore della Somme. Divenuto caporale si rivelò tanto abile pilota quanto soldato indisciplinato. Volando da solo, a bordo di un Farman MF.7, incontrò un aereo nemico, un Etrich Taube, il cui pilota andò a salutarlo educatamente, e per tutta risposta egli sparò tutte e tre le cartucce in dotazione alla sua carabina costringendo il pilota nemico ad allontanarsi velocemente. Arrivato a terra lasciò l'escadrille per andare a festeggiare nel villaggio vicino dove ebbe la sfortuna di incontrare il suo capo squadriglia, il capitano Fassin, che lo fece trasferire d'autorità presso le riserve a Saint Cyr (Versailles) all'inizio del 1915.
Lì si offrì volontario per pilotare il Morane Parasol, l'aereo più veloce dell'epoca, ma che aveva una brutta reputazione in quanto diversi piloti erano deceduti quando l'aereo era entrato in una rotazione fatale. In breve tempo capì i difetti del velivolo e come pilotarlo e farlo uscire senza problemi dalla rotazione, compiendo anche acrobazie a bassa quota contro il parere dei suoi istruttori. Roland Garros lo vide in azione e dichiarò: Se non si ucciderà, supererà tutti noi.
Notato dal comandante Charles de Tricornot de Rose, che creò la prima squadriglia da caccia dell'aviazione francese, lo portò con sé e il 27 febbraio 1915 entrò in servizio presso la Escadrille MS 12 a Muizon vicino a Reims. Tale escadrille era allora al comando del tenente Raymond de Bernis ed assegnata al settore della Ve Armée.  Il 1º aprile 1915 permise al passeggero, sottotenente Jean Robert, presente sul suo Morane armato di fucile, di abbattere Aviatik B.I avvicinandosi a pochi metri dal bersaglio che, danneggiato, atterrò a Braine, vicino a Soissons, nelle linee francesi dove il suo equipaggio venne catturato. I giornali francesi iniziarono allora timidamente a parlare del caporale Navarre che per la sua impresa era stato decorato con la Médaille militaire.
Ottiene un'altra vittoria il 12 aprile, e poi distrusse involontariamente il suo Morane-Saulnier decidendo, contrariamente al consiglio dell'ufficiale che aveva portato come passeggero, de Rose, di dare la caccia ad un'anatra per migliorare il rancio della squadriglia, cercando di colpirla. Il suo aereo in realtà centrò un albero e andò distrutto. Per riscattarsi presso il comandante de Rose, si offrì quindi volontario per una pericolosa missione speciale andando a lanciare una spia dietro le linee nemiche, a Rethel. Nel mese di maggio viene distaccato con il suo compagno Pelletier-Doisy presso la Escadrille MS 15 ad Artois, al seguito del comandante de Rose che assunse nuove responsabilità presso l'aviazione del settore. Fu temporaneamente agli ordini del nuovo capo squadriglia, il capitano René Turin, che non apprezzò la concezione molto personale della disciplina militare del suo nuovo pilota. Quest’ultimo ricevette un totale di 53 giorni di arresti di rigore per vari motivi fino al giorno in cui apprese del suo ritorno sulla MS 12. Non mancò di andarsene salutando a modo suo il capitano Turin, picchiando dall'alto per poi volare a bassa quota su di esso tanto da costringere l'ufficiale a tuffarsi nel bosco.
Il comandante della Escadrille MS 12, capitano de Bernis, non rispose alle richieste di punizione arrivate dal collega della MS 15 perché il pilota si riscattò effettuando una nuova missione speciale per lanciare spie dietro le linee nemiche, venendo promosso aiutante e decorato con la Croce di Cavaliere della Legion d'onore. Dopo aver appreso che due dei suoi tre passeggeri trasportati erano stati catturati e fucilati, rifiutò ulteriori missioni di quel tipo. Volando su un monoplano Morane-Saulnier Type N armato con una mitragliatrice che sparava attraverso l'elica dotata di pale deflettori, ottenne una terza vittoria catturando un LVG C.II il 26 ottobre 1915, sparando solo 8 colpi con la mitragliatrice Hotchkiss. Quando gli aviatori nemici cercarono di incendiare il velivolo egli atterrò vicino a loro e li fece personalmente prigionieri. poi fu inviato sul fronte della Lorena durante l'inverno. Il 21 febbraio 1916 iniziò la battaglia di Verdun, una battaglia di logoramento scatenata dall'esercito tedesco su questo saliente del fronte per dissanguare l'esercito francese mediante potenti concentramenti di artiglieria. Il generale Philippe Pétain, responsabile della difesa della città, decise di concentrare lì tutta l'aviazione da caccia francese per acquisire la superiorità aerea, consentire di regolare il fuoco dell'artiglieria e impedire che l'aviazione tedesca facesse lo stesso. Trasferito alla Escadrille N 67 il 24 febbraio e al suo arrivo si distinse abbattendo due aerei tedeschi a bordo del suo caccia Nieuport 11Bébé, che era armato con una mitragliatrice Lewis con caricatore circolare da 47 colpi. 
Si tratta della prima “doppietta” ottenuta da un pilota da caccia e la sua impresa fece notizia sui giornali nazionali perché venne citato nell'ordine del giorno dell'esercito per la sua quinta vittoria (il secondo pilota a diventare asso dopo Georges Guynemer), e la sua foto è pubblicata sui principali quotidiani. Il nuovo capo squadriglia, il capitano Jules de Saint Sauveur, fu estremamente comprensivo con lui agevolandolo in tutto. Le sue vittorie aumentarono: due aerei tedeschi abbattuti a marzo, altri due ad aprile, per non parlare dei successi non omologati.  Promosso sottotenente il 1 aprile 1916, l'asso partì per Parigi, dove il governatore militare verrà presto a conoscenza dei suoi eccessi.
Nel mese di maggio, prendendo l'abitudine di volare con il campione automobilistico Georges Boillot, sviluppò con quest'ultimo una tattica per attaccare gli aerei da bombardamento tedeschi che volavano in gruppo: avventarsi su di loro e abbattere immediatamente l'aereo di coda colpendolo da dietro e da sotto con le 45 cartucce contenute nel tamburo di alimentazione della loro mitragliatrice Lewis, impossibile da cambiare in combattimento. Una volta ottenuta la vittoria, gli altri aerei tedeschi si unirono per abbattere il velivolo aggressore, e lui e Boillot, a corto di munizioni, iniziarono allora un susseguirsi di acrobazie aeree “che avrebbe fatto impallidire Nijinsky”, finché gli attaccanti lasciarono la zona di combattimento.
A maggio conseguì altre due vittorie a spese di due Fokker E.III, primo pilota ad arrivare a 10. Il suo aereo, un Nieuport 16 con la fusoliera dipinta di rosso., fu equipaggiato con una mitragliatrice Lewis sincronizzata tramite un dispositivo sperimentale Alkan. La stampa nazionale commentò le sue vittorie e gli aviatori tedeschi, attraverso i paesi neutrali, vennero a conoscenza del suo nome e che volava su un aereo dipinto di rosso. Il 17 giugno 1916, durante una missione di pattugliamento con il suo amico Georges Pelletier-Doisy, con quest'ultimo abbatté una biposto tedesco sopra Samogneux, sua dodicesima vittoria omologata. Poi, continuando il volo mentre veniva raggiunto da un terzo pilota, il maresciallo Gaston Guingand, individuò un altro biposto tedesco che risaliva l'Argonne. Gettatosi in picchiata per colpire, virò per lasciare campo libero a Pelletier-Doisy, e poi a Guingand che non arrivò. Il mitragliere posteriore del biposto tedesco, visto la fusoliera rossa, concentrò il tiro su di lui. Deciso ad attaccare nuovamente virò per portarsi in posizione, ma il tiro del mitragliere nemico colpì il suo aereo e lo ferì gravemente al braccio e al petto. Effettuato un atterraggio di emergenza dietro le linee amiche, vicino a Sainte-Menehould, fu recuperato e trasportato in ospedale.
Non ritornò più in azione. Durante la convalescenza a Parigi moltiplicò le sue bravate incartando l'ospedale. Ubriaco fradicio, aggredì una signora il 20 luglio 1916, poi colpì degli agenti di polizia il 20 agosto in una sala da concerto e sputò addosso a un ufficiale medico al teatro dell'Olympia quattro giorni dopo. Il 15 novembre 1916 apprese della morte del fratello gemello ucciso in un incidente aereo. Depresso e immerso nell'alcol, le sue stranezze continuano e il capitano de Saint-Sauveur lo riportò nella escadrille per evitare ulteriori guai. Riprese a volare ma non conseguì più alcuna vittoria. Nella notte tra il 10 e l'11 aprile 1917, durante una licenza a Parigi, investì con la sua automobile Hispano-Suiza diversi agenti di polizia, ferendone uno. Sceso lo aiutò a rialzarsi, ma quando i gendarmi tentarono di arrestarlo scatenò una rissa e poi si dileguò, con i poliziotti che lo inseguivano in bicicletta cercando di sparare alle gomme. Arrestato dalla polizia militare della sua squadriglia, fu incarcerato e processato ma i medici militari lo dichiararono incapace di intendere e di volere al momento delle sue azioni, riconoscendo quella che gli psichiatri moderni definirebbero disturbo da stress post-traumatico.  Rimase in cura per tutto il resto della guerra e non tornò mai al fronte. Divenne capo pilota collaudatore presso la Morane-Saulnier dopo la fine della Grande Guerra. Quando per la prevista parata militare del 14 luglio 1919 lungo gli Champs Élysées fu detto agli aviatori che essi avrebbero dovuto sfilare a piedi, essi la presero come un'offesa.  In un incontro al bar "Fouquet" sugli Champs Élysées, i piloti decisero di rispondere selezionando uno di loro per volare attraverso l'Arco di Trionfo, e la scelta cadde su di lui. Robert Morane lo sconsigliò vivamente dicendogli che l'apertura era di 17-18 m, al che lui ribatté che l'apertura era di 12,7 m e che l'apertura alare dell'aereo era di 8,5 m e che ci sarebbe riuscito. Rimase ucciso in un incidente aereo alle 15:00 del 10 luglio 1919 quando il suo Morane-Saulnier AI, durante un semplice volo di addestramento, si schiantò al suolo a Villacoublay mentre si allenava per passare sotto l'Arco di Trionfo. Il suo corpo fu tumulato presso il cimitero di Tartas (Landes). Il collega pilota Charles Godefroy alla fine eseguì lo storico volo attraverso l'Arco di Trionfo poche settimane dopo, il 7 agosto 1919.

### Annotazioni
1. ↑  L'aereo scese a Château-Thierry e quando Navarre intervistò gli aviatori nemici essi dissero che conoscevano bene il suo aereo, e che preferivano essere stati abbattuti da lui che da qualche altro aviatore francese.
2. ↑  Il pittore militare Henri Farré, presente a Verdun, lo immortalò in uno dei suoi dipinti. Tale colore rese il suo aereo facilmente identificato dai poilus in trincea che furono testimoni di molte delle sue vittorie.

### Fonti
1. 1 2 3 4 5 6 7 8 9 10 11 12 13 14 15 16 17 18 19 20 21 22 23 24 25 26 27 28 29 30 31 32 33 34 35 36 37 38 39 40 41 42 43 44  AS14-18.
2. 1 2 3 4  The Aerodrome.
3. 1 2 3 4 5 6 7 8  Franks, Bailey 1992, pp. 196-197.
4. ↑  Franks 2000, p. 59.
5. ↑  Andre Navarre.
6. ↑  Franks, Bailey 1992, p. 196.
7. 1 2 3 4 5 6 7  Peter Pan.
8. 1 2 3 4 5 6 7 8 9 10 11 12 13 14 15 16 17 18 19 20 21 22 23 24 25 26 27 28 29  Donhollway.
9. ↑  Franks 2000, p. 94.